# NGC 704
NGC 704 je čočková galaxie v souhvězdí Andromedy. Její zdánlivá jasnost je 13,0m a úhlová velikost 0,4′ × 0,4′. Je vzdálená 218 milionů světelných let, průměr má 35 000 světelných let. Tvoří pár s galaxií LEDA 197601, též značenou NGC704b. Je členem kupy galaxií Abell 262. Galaxii objevil  21. září 1786 William Herschel.

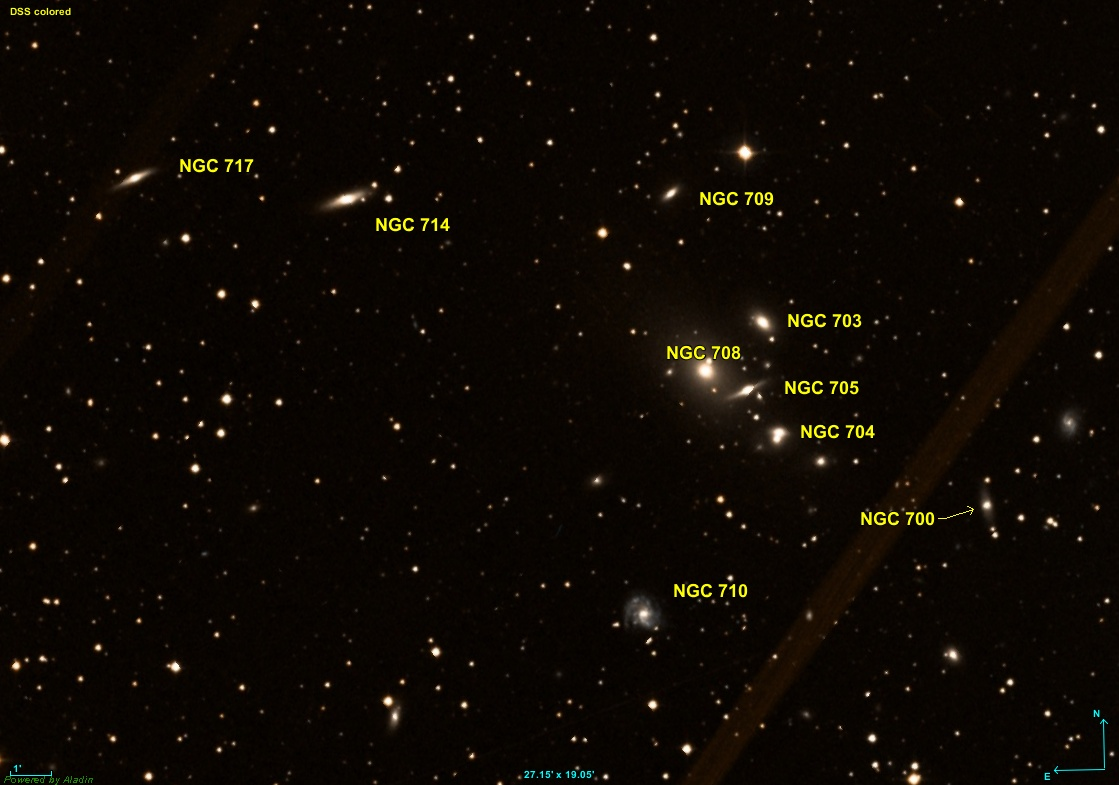
Abell 262